# Anna Zalewska
assinatura
Anna Elżbieta Zalewska (nascida Gąsior) (nascida a 6 de julho de 1965) é uma política polaca e ex- ministra da Educação Nacional, tendo servido de 2015 a 2019. Desde 2007, Zalewska é membro do Sejm.

## Biografia
Zalewska formou-se no Departamento de Filologia Polaca da Universidade de Wrocław em 1989. Ela trabalhou pela primeira vez como professora e vice-diretora da Escola Secundária Świebodzice.
Ela ingressou no partido político liberal e democrático União da Liberdade e, posteriormente, mudou-se para o Lei e Justiça, fundado por Lech e Jarosław Kaczyński em 2001. De 2002 a 2007, Zalewska fez parte do conselho provincial do condado de Świdnica e, desde 2006, exerceu uma segunda função de vice-starosta. Ela concorreu ao Parlamento pela primeira vez em 2005, mas sem sucesso. Nas eleições parlamentares polacas de 2007, ela foi eleita membro do Sejm numa lista do Partido Lei e Justiça. Ela concorreu no distrito eleitoral de Wałbrzych e venceu com 10.584 votos. Em 2011 foi reeleita para o Parlamento no mesmo distrito eleitoral com 14.999 votos. Em 2009 e 2014, candidatou-se sem sucesso ao Parlamento Europeu. Em 2015, ela foi reeleita para o Parlamento Polaco, o Sejm, obtendo 22.402 votos. Em 16 de novembro de 2015, foi nomeada Ministra da Educação do governo interino de Beata Szydło.
Durante o seu mandato como Ministra da Educação, em abril de 2019 houve uma greve nacional que durou 19 dias em 78% das escolas que realizaram a greve. A greve terminou com um acordo entre ambas as partes.